# Le Choix du soldat
Le Choix du soldat est un roman de fantasy écrit par Robin Hobb. Traduction française du troisième tiers du livre original Forest Mage publié en 2006, il a été publié en français le 7 novembre 2008 aux éditions Pygmalion et constitue le cinquième tome du cycle Le Soldat chamane.

## Résumé
Jamère Burvelle, soldat de l'armée du roi détaché à la garde du cimetière de Guetis, rencontre dans la forêt un Ocellion nommé Kilikurra ainsi que sa fille Olikéa. Ils lui apprennent qu'il est un Opulent, nom qu'ils donnent aux magiciens de leurs tribus. La magie réside en eux et les fait grossir quand ils l'emmagasinent. Les Opulents possèdent un ou plusieurs nourriciers dont la fonction est de les fournir en nourriture adaptées à leurs besoins. Olikéa se propose de s'en occuper pour Jamère. Celui-ci apprend ainsi un peu plus la vie ocellionne et y prend de plus en plus goût.
En parallèle, la vie à Guetis semble poser des problèmes à Jamère. Fala, la prostituée avec laquelle il avait passé une nuit, a disparu. Tout semble l'accuser et sa grosseur qui ne cesse d'augmenter ajoute encore au dégoût qu'il génère parmi les personnes qu'il croise. Pour combler le tout, Jamère rencontre par hasard Carsina Grenaltère, son ancienne fiancé. Il tente de l'aborder mais se fait traiter comme un agresseur et manque de se faire arrêter. Tout cela pousse le colonel dirigeant la garnison de Guetis à demander à Jamère de se faire le plus discret possible car une inspection de haut-gradés de l'armée doit arriver bientôt pour tenter de relancer les travaux de la route du roi qui n'avancent pas.
Jamère se fait donc discret, ce qui lui convient pleinement car il se rend de plus en plus souvent dans la forêt pour retrouver Olikéa et les Ocellions. Il apprend d'eux que les Opulents, une fois décédé, sont placés contre des arbres appelés kaembras qui plongent de très vivaces radicelles dans ces corps permettant ainsi aux âmes des décédés de se transférer dans ces arbres. Or ce sont de tels arbres qui se trouvent devant la route du roi et que les Gerniens doivent abattre pour la continuer. Jamère veut alors tenter de convaincre le colonel de détourner le tracé de la route. Mais il découvre avec horreur qu'il est déjà au courant de ce qu'il prend malheureusement pour des superstitions. Jamère apprend ensuite que les Ocellions vont exécuter la danse de la poussière devant la commission chargé de l'inspection de la garnison de Guetis. Sachant que le but caché est de disperser la peste dans la ville, Jamère prévient Spic, sa femme nouvellement enceinte Épinie et Amzil venue récemment se réfugier chez Jamère et que celui-ci avait dirigé vers sa cousine, de ne pas sortir de chez eux pendant plusieurs jours dans le but d'éviter l'épidémie à venir.
Les morts affluent au cimetière et Jamère, bien qu'ayant creusé de nombreuses tombes et anticipé la construction de cercueils, est bien vite submergé par le nombre. Un des morts est Buel Faille mais, comme naguère Jamère, Épinie et Spic, il sort de ce qui devait être un coma pour dévoiler à Jamère ce que la magie l'a obligé à faire. Il a tué Fala en se débrouillant pour que tout accuse Jamère puis a tué des soldats venus lui tendre une embuscade. Là encore, tout l'accuse. Il a fait cela pour que Jamère soit obligé de quitter Guetis pour éviter la prison et ainsi se rendre dans la forêt pour vivre au milieu des Ocellions et les aider à empêcher la construction de la route et l'abattage des kaembras. Buel décède peu après mais Jamère n'a pas le temps de s'apitoyer sur son sort que de nouveaux morts arrivent dont parmi eux Carsina. La femme sort elle aussi du coma et Jamère la transporte dans son lit. Malheureusement, d'autres corps reviennent à la vie dont un soldat épris de haine à l'encontre de Jamère qu'il parvient à assommer.
Jamère se réveille en prison, dans l'attente de passer en cour martiale pour meurtre et nécrophilie. Condamné à la pendaison, il est sauvé in extremis par l'intervention de Spic, Amzil, Épinie et Lisana, la femme-arbre qui a réussi grâce à ses racines à ouvrir une brèche dans les murs de sa cellule. S'abandonnant définitivement à la magie et renonçant à son existence gernienne, Jamère fuit Guetis et s'enfonce dans la forêt.